# Верхнесилезский диалект
Верхнесиле́зский диалект (нем. Oberschlesisch; в диалекте — Oberschläs'sch) — это один из силезских диалектов восточносредненемецкой группы, который употребляется в Верхней Силезии. До 1945 года на верхнесилезском, бжег-гродкувском и горносилезском диалектах говорила большая часть современной Верхней Силезии.

## Характеристика
Близость верхнесилезского диалекта к польскому силезскому диалекту способствовала активному обмену лексикой, заимствованию многих названий и обозначений (например, Beitel — bajtel), а также к их смешению. В антропонимике проявлялась тенденция к образованию производных от имён за счёт присоединения славянских морфем: например, присоединение к немецкому имени Franz польского уменьшительно-ласкательного суффикса (диминутив) -ek давало имя Franzek, воспринимаемое как ласковое.
Сегодня верхнесилезский диалект редко употребляется в живой речи, его знают только престарелые жители Верхней Силезии. Передача диалекта была затруднена запретом на немецкий язык с 1945 до 1990 года. Поэтому уже молодое поколение владеет преимущественно литературным немецким языком.